# Spazio utente
Lo spazio utente, in informatica e soprattutto nell'utilizzo di un sistema operativo è uno spazio per applicazioni eseguite in modalità utente esterno al kernel e protetto attraverso la separazione dei privilegi. Si può riferire a un set di librerie per effettuare operazioni di input/output o interagire con il kernel dalle applicazioni. Si può anche riferire a componenti di sistema che non fanno parte del kernel come le shell o altre utilità per manipolare gli oggetti all'interno del file system collettivamente indicate col termine userland.
Nella gerarchia dei file system, userland è inteso come spazio di immagazzinamento su disco appartenente all'utente (ad esempio per i file personali e altri dati che non compromettono il funzionamento del sistema) per differenziarlo dallo spazio in cui vi sono memorizzati i file critici del sistema operativo. Sui sistemi operativi Unix-like questo spazio si trova nelle home directory.